# Правительство Республики Сербская Краина
Прави́тельство Респу́блики Се́рбская Кра́ина (серб. Влада Републике Српске Краjине) было высшим органом исполнительной власти в Республике Сербская Краина.

## История
Первое правительство Республики Сербская Краина была сформировано 19 декабря 1991 года в день принятия конституции. Этому предшествовал целый ряд различных мероприятий, связанных с приходом многопартийной системы в СФРЮ.

## Последний состав правительства РСК
Пятое правительство Республики Сербская Краина было сформировано 27 июля 1995 года и распущено 5 августа 1995 года в связи с масштабными военными действиями Хорватии на территории РСК.
| Председатель правительства Республики Сербская Краина: | доктор Милан Бабич   |  | 27 июля 1995 |
| Министерство иностранных дел. Министр:                 | Миливой Войнович     |  | ?            |
| Министерство внутренних дел. Министр:                  | Тошо Паич            |  | ?            |
| Министерство торговли. Министр:                        | Миле Боснич          |  | ?            |
| Министерство связи. Министр:                           | Драго Ковачевич      |  | ?            |
| Министерство финансов. Министр:                        | Светозар Винчич      |  | ?            |
| Министр Республики Сербская Краина:                    | Ратко Гонди          |  | ?            |
| Министр Республики Сербская Краина:                    | Воислав Станимирович |  | ?            |

## Предыдущие правительства
| Номер | Правительство                                                                 | Срок полномочий                   | Партии в правительстве | Выбор главы правительства |
| ----- | ----------------------------------------------------------------------------- | --------------------------------- | ---------------------- | ------------------------- |
| 1.    | Временное правительство объединенных муниципалитетов Северной Далмации и Лики | 25 июня 1990 — 25 июля 1990       |                        |                           |
| 2.    | Сербское национальное вече                                                    | 25 июля 1990 — 19 декабря 1990    | СДП                    |                           |
| 3.    | Правительство САО Краина                                                      | 19 декабря 1990 — 19 декабря 1991 |                        |                           |
| 4.    | Первое правительство РСК                                                      | 19 декабря 1991 — 26 февраля 1992 |                        |                           |
| 5.    | Второе правительство РСК                                                      | 26 февраля 1992 — 28 марта 1993   |                        |                           |
| 6.    | Третье правительство РСК                                                      | 28 марта 1993 — 21 апреля 1994    |                        |                           |
| 7.    | Четвертое правительство РСК                                                   | 21 апреля 1994 — 27 июля 1995     |                        |                           |
| 8.    | Пятое правительство РСК                                                       | 27 июля 1995 — 5 августа 1995     |                        |                           |